# Mesocythere pulchra
Mesocythere pulchra is een mosselkreeftjessoort uit de familie van de Leptocytheridae. De wetenschappelijke naam van de soort is voor het eerst geldig gepubliceerd in 1989 door Zhao & Whatley.